# 世にも奇妙な物語 冬の特別編 (1992年)
『世にも奇妙な物語 冬の特別編』（よにもきみょうなものがたり ふゆのとくべつへん）は、1992年12月30日（水曜日）21:00 - 23:18（JST）にフジテレビで放送された『世にも奇妙な物語』の特別編。レギュラー放送終了後初の特別編である。

## 妄想特急

### キャスト
- 啓介 - 中井貴一
- 中村れい子
- あめくみちこ
- 中村基子
- 蟷螂襲
- 板谷龍一
- 荒木美操
- 平泉成

### スタッフ
- 原作 - かんべむさし「妄想特急」（中央公論社）
- 脚本 - 中村功一
- 演出 - 鈴木雅之

## 48年目の約束

### キャスト
- 道子 - 沢口靖子
- 英代 - 風見章子
- 長戸勝彦
- 波方清
- 広岡由里子
- 小池栄
- 緋多景子
- 槇ひろ子
- 船渡伸二
- 藤井佳代子
- 赤座美代子

### スタッフ
- 脚本 - 倉沢佐知代
- 演出 - 小野原和宏

## ロンドンは作られていない

### キャスト
- 内沢 - 野村宏伸
- 精神科医 - 仲谷昇
- 渡辺典子
- 団時朗
- 山内としお
- 今井里美
- 棟里佳
- 軍司眞人
- 神保良
- 峯田智代
- 椎名茂
- 鈴木妙子
- 福岡正剛
- 伊藤博幸
- 本田清澄
- 登根嘉明
- 麻井かおり
- 斉藤智美
- 工藤真史
- 芹沢健
- 伊藤義展

### スタッフ
- 原作 - 清水義範「唯我独存」（『黄昏のカーニバル』所集 / 徳間書店）
- 脚本 - 戸田山雅司
- 演出 - 松田秀知

## 穴

### キャスト
- 多々良征二 - いかりや長介
- 野本 - 中本賢
- 上野淳
- 加賀谷純一
- 前沢保美
- 中澤敦子
- 松美里杷
- 伊藤絋
- 井上仁 - 内山森彦
- 沼崎悠
- 佐藤康治
- 本田清澄
- 船戸健行

### スタッフ
- 原作 - 星新一「おーい、でてこーい」（『ボッコちゃん』所集 / 新潮社）
- 脚本 - 深谷仁一
- 演出 - 土方政人

## 私の赤ちゃん

### キャスト
- 由紀子 - 萬田久子
- 義彦 - 長谷川初範
- 牧村泉三郎
- 久我美智子
- 野沢由香里
- 今井あずさ
- 崎田美也
- 五味多恵子
- 北川真由美
- 高橋ひろ子
- 小林さやか

### スタッフ
- 脚本 - 小山協子
- 演出 - 落合正幸

## サブリミナル
- 主演 - 東幹久

## アバンストーリー「カップルと家族」
世にも奇妙な物語の放映作品一覧#特別編を参照。